# Hermann Opdenhoff
Hermann Immanuel Opdenhoff (* 9. Januar 1915 in Falkenberg, Kreis Osterburg; † 22. März 1945 in der Schleuse Den Helder) war ein deutscher Marineoffizier, zuletzt Korvettenkapitän der Kriegsmarine. Er war der erste Offizier der Schnellbootwaffe der Kriegsmarine, welcher das Ritterkreuz des Eisernen Kreuzes erhielt.

## Leben
Hermann Opdenhoff war ein Sohn des Pastors Johannes Opdenhoff und trat am 8. April 1934 in die Reichsmarine ein. Er kam zur infanteristischen Ausbildung in die 2. Kompanie der II. Schiffstammabteilung der Ostsee. Vom 15. Juni 1934 bis 27. September 1934 war er zur Bordausbildung auf der Gorch Fock, kam dann bis 27. Juni 1935 zur praktischen Bordausbildung auf die Emden.
Anschließend wurde er bis 17. Februar 1936 für einen Fähnrichslehrgang an die Marineschule Mürwik kommandiert. Für ein Paar Tage war er im Rahmen seiner Fähnrichsausbildung zur Navigationsbelehrungsfahrt auf dem Dampfer Hecht. Für einen Fähnrichs-Artillerielehrgang kam er bis 3. Juni 1936 an die Schiffsartillerieschule, wurde am 1. Juli 1935 Fähnrich zur See, wechselte dann für einen Torpedolehrgang bis 22. Juli 1936 an die Torpedoschule Mürwik und kam für einen Nachrichtenlehrgang an die Marine-Nachrichtenschule Mürwik. Es folgte vom 12. August 1936 bis 2. September 1936 ein Sperrlehrgang an der Sperrschule Kiel.
Im September 1936 diente er erneut in der II. Schiffstammabteilung der Ostsee. Vom 30. September 1936 bis 15. Mai 1938 war er, ab 1. April 1937 Leutnant zur See, erneut zur praktischen Bordausbildung auf der Emden. Zwischenzeitlich besuchte er bei der I. Schiffstammabteilung der Ostsee einen Taucherlehrgang und kam bis 25. September 1938 als Kompanieoffizier zur 4. Schiffsstammabteilung. Überplanmäßig war er vom 29. Juli 1938 bis 20. August 1938 auf der Asta eingeschifft.

Ab 26. September 1938 war er Kommandant eines Schnellbootes in der 2. Schnellboot-Flottille, kam zu einem Torpedoboote-Lehrgang an die Torpedoschule Mürwik und übernahm Anfang Juli 1939 S 31. Am 10. Mai 1940 versenkt S 31 nach anfänglichen Angaben der Seekriegsleitung (SKL) bei einer Sicherung eines Minenwurfverbands in der Nordsee einen feindlichen Zerstörer, die britische Kelly, und im Kriegstagebuch der SKL wird dazu vermerkt:
„Der erste herrliche Erfolg unserer Schnellbootswaffe, der in seiner abschreckenden Wirkung auf den Gegner besonders hoch zu bewerten ist.“
Am 15. Mai 1940 relativiert das Kriegstagebuch der SKL die vermeintliche Versenkung und gibt basierend auf „nachträglicher Funkentzifferung“ an, dass der Zerstörer zur englischen Küste geschleppt wurde und eine Versenkung nicht bestätigt werden konnte.
Für die „Versenkung“ der Kelly wurde ihm am 16. Mai 1940 als ersten Offizier der Schnellbootwaffe der Kriegsmarine das Ritterkreuz des Eisernen Kreuzes verliehen. Am 23. Juni 1941 versenkte er mit S 44 das sowjetische Wachboot MO 238. Bis Juni 1942 war er Kommandant von unterschiedlichen Schnellbooten in der 2. Schnellboot-Flottille.
Mit der Aufstellung der Schnellboot-Schulflottille im Juli 1942 in Swinemünde wurde er mit der Wahrnehmung der Geschäftes des Flottillenchefs beauftragt. Am 25. Januar 1943 wurde er Flottillenchef. Anfang November 1943 wurde die Schnellboot-Schulflottille zur Schnellboot-Lehrdivision erweitert, wobei Opdenhoff weiterhin Chef blieb. In dieser Position wurde er am 1. März 1943 zum Korvettenkapitän befördert. Im Februar 1944 gab er das Kommando an Korvettenkapitän Klaus Feldt ab. Im Ringtausch übernahm er Feldts vormaliges Kommando und wurde Chef der 2. Schnellboot-Flottille.
In der Nacht vom 22. März 1945 war die 2. Schnellboot-Flottille für einen Torpedoeinsatz vor Great Yarmouth vorgesehen und hatte bereits mit drei Schnellbooten die Anmarsch vorgenommen, als S 210 Motorprobleme bekam. Opdenhoff entschied daher umzukehren und wurde in der Schleuse Den Helder von britischen Mosquitobombern des 236. RAF Squadron angegriffen. S 181 wurde von den Bomben getroffen und die im Boot mitgeführten Torpedos detonierten dabei. S 181 sank und Opdenhoff kam dabei, wie auch weitere Besatzungsmitglieder von S 181, ums Leben.
Im Marinestützpunkt Heppenser Groden in Wilhelmshaven ist der Opdenhoffstraße nach ihm benannt.